# Basuki Hadimuljono
Mochamad Basuki Hadimuljono né le 5 novembre 1954 à Surakarta, est un bureaucrate indonésien qui est actuellement ministre des travaux publics et du logement public.